# Distrikt Cajacay

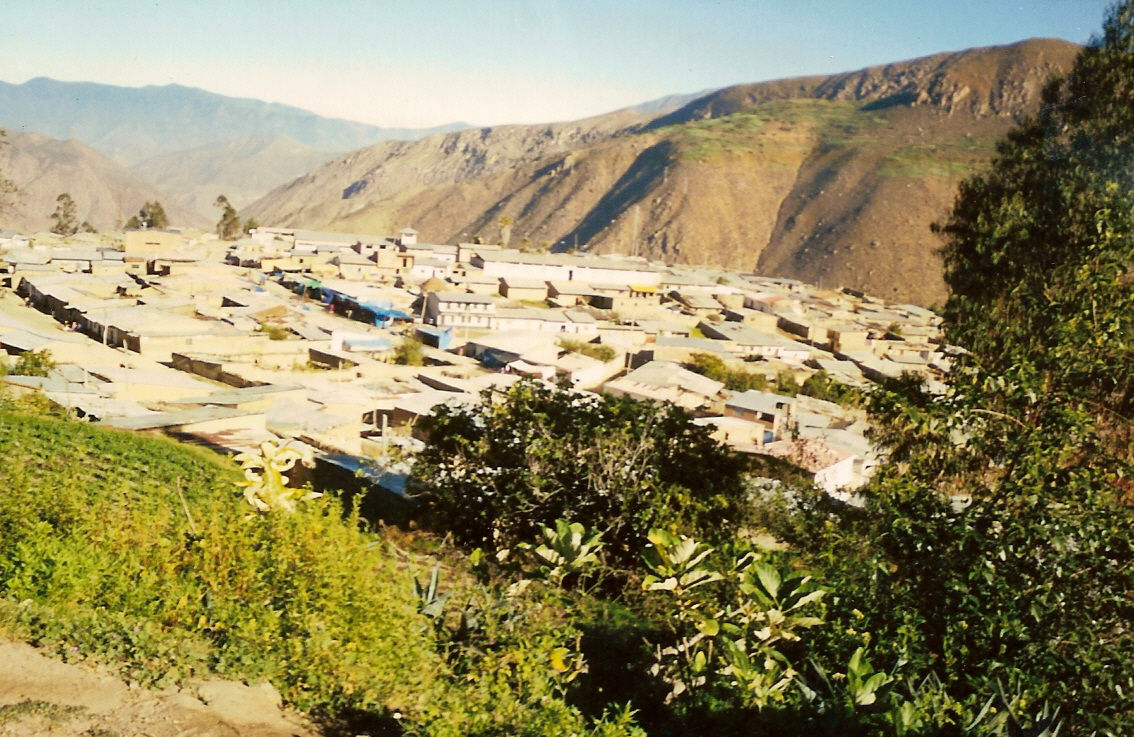
Blick auf den Ort Cajacay

Der Distrikt Cajacay liegt in der Provinz Bolognesi in der Region Ancash in West-Peru. Der Distrikt wurde am 2. Januar 1857 gegründet. Die Distriktfläche beträgt 185 km². Beim Zensus 2017 wurden 1811 Einwohner gezählt. Im Jahr 1993 lag die Einwohnerzahl bei 1756, im Jahr 2007 bei 1686. Die Distriktverwaltung befindet sich in der 2599 m hoch gelegenen Ortschaft Cajacay mit 710 Einwohnern (Stand 2017). Cajacay befindet sich 31 km westlich der Provinzhauptstadt Chiquián.

## Geographische Lage
Der Distrikt Cajacay liegt in der peruanischen Westkordillere im nördlichen Westen der Provinz Bolognesi. Der Distrikt erstreckt sich über das Quellgebiet des Río Fortaleza, der das Areal nach Westen entwässert.
Der Distrikt Cajacay grenzt im Südwesten an den Distrikt Huayllacayán, im Westen an den Distrikt Antonio Raymondi, im Nordwesten an den Distrikt Marca, im Norden an den Distrikt Pampas Chico, im Nordosten an den Distrikt Cátac (die drei zuvor genannten Distrikte befinden sich in der Provinz Recuay), im Osten an die Distrikte Chiquián und Ticllos sowie im Südosten an die Distrikte Cajamarquilla und Distrikt Ocros (beide in der Provinz Ocros).